# Zorgel Enikő
Zorgel Enikő (Nyíregyháza, 1963. február 7. –) magyar színésznő, művelődésszervező, intézményvezető.

## Életpályája
1981-ben érettségizett a debreceni Fazekas Mihály Gimnázium matematika tagozatán. Ebben az évben A szép magyar beszédért Kazinczy-díjjal jutalmazták. 1987-ben diplomázott a Kossuth Lajos Tudományegyetem középiskolai történelemtanári és művelődésszervező szakán. 1987-1989 között munkatársa, majd 1997-ig volt az Angyalföldi Gyermek- és Ifjúsági Ház igazgatója. 2001-2006 között a Tiszavasvári Szociális és Egészségügyi Szolgáltató Központ vezetője volt. 2007-ben csatlakozott egy amatőr színjátszó csoporthoz. 2007-2011 között egyéni vállalkozóként dolgozott. 2014-ben Venyige Sándorral megalapították Veresegyházon a Veres1 Színházat, amelyet azóta is vezet és játszik előadásaiban.

### Családja
Elvált, két lánya van. Második férje Venyige Sándor színész.

## Színházi szerepi

### Veres1 Színház
- A Meseautó: Etel
- Tombol az erény: Susanne
- Szép nyári nap: Rózsika
- A Padlás: Mamóka
- 1×3 néha 4: Amy Hardcastle
- Hogyan nevezzelek?: Elisabeth
- Rövidzárlat (Black Comedy): Miss Furnival
- Pletykafészek: Chris Gorman
- Anconai szerelmesek: Agnese
- Az Egérfogó: Mrs. Boyle
- Ne most, drágám!: Miss Tipdale
- Acélmagnóliák: Clairee
- Tóték: Gizi Gézáné
- Oz, a csodák csodája: Emmi néni, Gilda, Őr 1, Őr 2
- Sörgyári Capriccio: Madám, városszépítő
- Nők az idegösszeomlás szélén: Házfelügyelőnő, Christi
- Csoportterápia: Natasa
- Finito: Özv. Vecserák Károlyné
- Hajmeresztő: Schubertné
- Női furcsa pár: Florence Unger
- Hajszál híján Hollywood: Charlotte Hays
- A New York-i páparablás: Sara
- Semmi pánik: Marion
- Naftalin: Manci
- Eltüsszentett birodalom: Öreg királyné

## Elismerései
- Kazinczy-érem, a szép magyar beszédért 1980.
- „Kiemelkedő színészi alakítási díj” Amatőr Színjátszó Találkozó, Mátészalka 2012.
- Veresegyház Város polgármesterének elismerő oklevele 2015.